# Anglo-Indiens
 (avril 2017).
Si vous disposez d'ouvrages ou d'articles de référence ou si vous connaissez des sites web de qualité traitant du thème abordé ici, merci de compléter l'article en donnant les références utiles à sa vérifiabilité et en les liant à la section « Notes et références ».

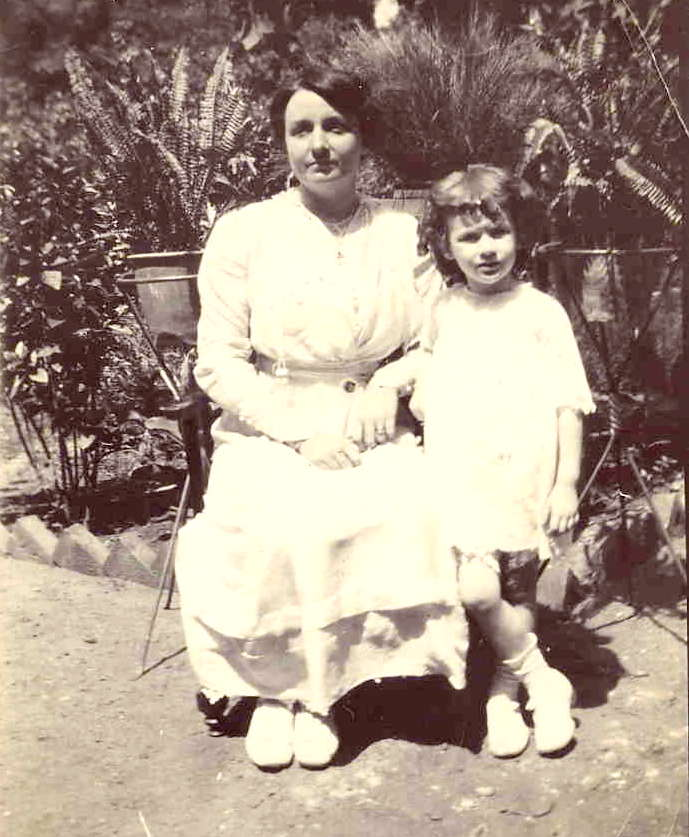
Mère anglo-indienne et sa fille en 1920.

Les Anglo-Indiens constituent une communauté vivant en Inde et dans les pays du sous-continent, et composée de métis d'Indiens et de Britanniques parlant anglais et de culture chrétienne, mais également même si cet usage est moins fréquent, par des Britanniques installés dans le sous-continent indien. Ces Anglo-Indiens constituaient une population de 500 000 personnes lors de l'indépendance de l'Inde en 1947 et sont estimés à 150 000 en 2010, sans compter les 200 000 qui vivent en 2016 au Bangladesh. Entre-temps, nombre d'entre eux ont émigré vers le Royaume-Uni, l'Australie, le Canada, les États-Unis ou la Nouvelle-Zélande entre ces deux dates. Jusqu'en 2020, ils étaient représentés à la Lok Sabha par deux députés supplémentaires si le président indien estimait que leur communauté n'était pas suffisamment représentée au parlement.